# 宮尾益英
宮尾 益英（みやお ますひで、1921年〈大正10年〉11月28日 - 1994年〈平成6年〉5月29日）は、日本の小児科学者、小児科医。医学博士（東京大学・1953年）。徳島大学名誉教授、杏林大学名誉教授。

## 略歴
新潟県北蒲原郡京ヶ瀬村大字猫山（現 阿賀野市猫山）の10代続く医師の家・宮尾家の四男として新潟県新潟市西大畑町（現 新潟市中央区西大畑町）で育つ。
1939年（昭和14年）3月に新潟中学校を卒業、1942年（昭和17年）3月に新潟高等学校を卒業、1947年（昭和22年）に東京帝国大学医学部医学科を卒業。
1948年（昭和23年）に東京帝国大学医学部小児科学教室（担任：詫摩武人教授）に入局、1949年（昭和24年）に同教室助手に就任、1953年（昭和28年）5月に徳島大学医学部小児科学教室（担任：北村義男教授）助教授に就任。
1964年（昭和39年）8月にマールブルク大学に留学、ホルスト・ビッケルに師事、1968年（昭和43年）12月から1969年（昭和44年）12月までハイデルベルク大学に留学、ホルスト・ビッケルに師事。
1970年（昭和45年）5月に徳島大学医学部小児科学教室教授に就任、1976年（昭和51年）に徳島大学医学部附属病院病院長に就任、1982年（昭和57年）4月に徳島大学医学部第12代学部長に就任。
1987年（昭和62年）4月に徳島大学を定年退官、徳島大学名誉教授の称号を受称、杏林大学客員教授に就任、東京海上メディカルサービス顧問に就任、1990年（平成2年）に千葉県柏市松ケ崎に宮尾クリニックを開業。
1994年（平成6年）5月29日午前5時42分に東京大学医学部附属病院で呼吸不全のため死去、72歳没。

## 逸話
- 徳島大学で体外受精の実施計画がまとまったのを機に、1982年（昭和57年）12月に同大学に日本で最初の倫理委員会を設置して初代倫理委員長に就任した[1][8][9][10]。

- 宮尾益英の医師として誠実な生き方が、1987年（昭和62年）5月にNHK教育テレビジョンの『心が輝いたあの日』という番組で「忘れていた手紙」というタイトルで放送され[11][12]、中学校の道徳の時間の副読本に採り上げられた[13][14]。

## 栄典
- 1994年（平成6年）5月29日 - 従三位・勲二等瑞宝章[15]

## 家族・親戚
- 宮尾幾三郎 - 祖父、宮尾家8代目、医師。
- 宮尾幾三郎 - 父、宮尾家9代目、宮尾幾三郎の養子、医師。
- 宮尾益一郎 - 兄、宮尾家10代目、整形外科医、猫山宮尾病院開設者・初代院長[16]。
- 宮尾正雄 - 義兄、耳鼻咽喉科医、第7代新潟市医師会会長、大日本帝国陸軍第5飛行師団隷下部隊附軍医[注 4][注 5][注 6][注 7]。
- 宮尾益夫 - 兄、歯科医。
- 宮尾益隆 - 兄。
- 宮尾益昭 - 弟、産婦人科医。
- 宮尾益敏 - 弟、元新潟交通副社長・相談役。妻の叔祖父（父の父の弟）は内科医の金子義晁。
- 宮尾益弘 - 弟、元新潟日報社社員。
- 宮尾益克 - 甥（宮尾益一郎の長男）、宮尾家11代目、整形外科医、猫山宮尾病院2代目院長。
- 宮尾益信 - 甥（宮尾益一郎の次男）、整形外科医、元猫山宮尾病院副院長。
- 宮尾重人 - 義甥（宮尾益一郎の長女の夫）、眼科医。
- 宮尾益征 - 義甥（宮尾正雄の長男）、耳鼻咽喉科医。
- 宮尾益紀 - 甥（宮尾益夫の長男）、歯科医。
- 宮尾益治 - 甥（宮尾益夫の次男）、元新潟放送常務取締役・東京支社長。
- 宮尾益知 - 長男、小児科医。
- 宮尾益和 - 次男、整形外科医、宮尾クリニック2代目院長。
- 宮尾益理子 - 長女、内科医。
- 宮尾益史 - 甥（宮尾益敏の長男）、元第四銀行行員、日本証券アナリスト協会認定アナリスト。
- 宮尾益尚 - 大甥（宮尾益克の長男）、宮尾家12代目、整形外科医、猫山宮尾病院3代目院長。
- 宮尾益人 - 義大甥（宮尾重人の長男）、精神科医。
- 宮尾益也 - 義大甥（宮尾重人の次男）、眼科医。
- 宮尾益佳 - 大甥（宮尾益紀の長男）、歯科医。

## 著作物

### 著書
- 『日本小兒科全書 第XI編 ビタミン欠乏症 第III冊 ビタミンB2欠乏症』北村義男[共著]、金原出版、1962年。

### 編著書
- 『最新育児小児病学』南江堂、1980年。
  - 『最新育児小児病学』改訂版、南江堂、1985年。
  - 『最新育児小児病学』改訂第2版、二木武・松田博・黒田泰弘[共著]、南江堂、1986年。
  - 『最新育児小児病学』改訂第3版、二木武・松田博・黒田泰弘[共著]、南江堂、1993年。

### 編書
- 『微量元素と小児疾患』金原出版〈小児科MOOK 33〉、1984年。

### 監修書
- 『アトピー性皮膚炎のニンニク入浴療法』菊池誠[著]、千曲秀版社、1990年。

### 論文
- CiNii収録論文 - CiNii